# Foot Loose & Fancy Free
Foot Loose & Fancy Free é o oitavo álbum de estúdio do cantor Rod Stewart, lançado a 4 de Novembro de 1977.

## Faixas
Todas as faixas por Rod Stewart, exceto onde anotado.
1. "Hot Legs" – 5:14
2. "You're Insane" (Stewart, Phil Chen) – 4:48
3. "You're In My Heart (The Final Acclaim)" – 4:30
4. "Born Loose" (Stewart, Jim Cregan, Gary Grainger) – 6:02
5. "You Keep Me Hangin' On" (Brian Holland, Lamont Dozier, Eddie Holland) – 7:28
6. "(If Loving You Is Wrong) I Don't Want to Be Right" (Homer Banks, Carl Hampton, Raymond Jackson) – 5:23
7. "You Got A Nerve" (Stewart, Grainger) – 4:59
8. "I Was Only Joking" (Stewart, Grainger) – 6:07

## Paradas
| Paradas (1978) | Posição |
| -------------- | ------- |
| Billboard 200  | 2       |

## Créditos
- Rod Stewart - Vocal
- Jim Cregan, Gary Grainger, Steve Cropper, Billy Peek, Fred Tackett - Guitarra
- Phil Chen - Baixo
- Carmine Appice - Bateria
- John Jarvis, David Foster, Nicky Hopkins - Teclados
- Paulinho Da Costa, Tom Vig - Percussão
- Phil Kenzie - Corneta
- Richard Greene - Violino